# Mingora
Mingora (en pastún: مینګورہ‎, Mīngawara; en urdu: مینگورہ‎) es una localidad de Pakistán, en la provincia de Jaiber Pastunjuá.
Es la ciudad más grande del distrito de Swat, y la tercera ciudad más grande de Jaiber Pastunjuá, después de Peshawar y Mardán.
Es un importante destino turístico, con una alta presencia de hoteles.

## Demografía
Según la estimación de 2010 contaba con 279.914 habitantes.

## Personajes reconocidos
- Malala Yousafzai (1997–), activista, Premio Nobel de la Paz de 2014